# Ocoee
Ocoee is een plaats (city) in de Amerikaanse staat Florida, en valt bestuurlijk gezien onder Orange County.

## Demografie
Bij de volkstelling in 2000 werd het aantal inwoners vastgesteld op 24.391.
In 2006 is het aantal inwoners door het United States Census Bureau geschat op 30.654, een stijging van 6263 (25.7%).

## Geografie
Volgens het United States Census Bureau beslaat de plaats een oppervlakte van
36,4 km², waarvan 34,3 km² land en 2,1 km² water.

## Plaatsen in de nabije omgeving
De onderstaande figuur toont nabijgelegen plaatsen in een straal van 8 km rond Ocoee.